# 하우스 쇼
하우스 쇼(House show) 또는 라이브 이벤트(live event)는 프로 레슬링에서 사용되는 용어로, TV 중계가 없는 경기장에서 관객 앞에서만 전개되는 경기이다. 하우스 쇼는 녹화는 가능하지만 방송되지 않는 주요 프로모션에 의해 제작되는 프로레슬링 이벤트이다. 프로모션은 주로 자신과 레슬링 선수가 TV로 방송되는 이벤트 중에 노출되는 것을 현금화할 뿐만 아니라 주요 TV 프로그램 및 향후 유료 시청에 대해 고려 중인 경기, 레슬링 선수 및 특수 효과에 대한 반응을 테스트하기 위해 주로 하우스 쇼를 사용한다. 하우스 쇼는 방송되지 않기 때문에 모든 경기는 기술적으로 다크 매치이지만, 이 용어는 일반적으로 방송되지 않는 이벤트에서 방송되지 않는 경기에 대해 예약되어 있다.
하우스 쇼는 또한 선역(페이스) 레슬링 선수가 대부분의 경기에서 승리하도록 대본을 작성하는 경우가 많으며 주로 군중을 집으로 행복하게 보내기 위해 작성된다. 힐이 타이틀을 방어하는 경우 페이스가 실격 처리되어 승리할 수 있으므로 타이틀이 손에 넘어가는 것을 방지할 수 있다.
1990년대까지 대부분의 방송된 프로레슬링 프로그램은 소규모 스튜디오에서 몇 주 전에 녹화되었으며 주로 잘 알려지지 않은 레슬링 선수와의 경기를 선보였으며 인터뷰는 프로모션의 주요 장소에서 열리는 주요 쇼에서 해결될 상위 수준 인재 간의 불화를 중심으로 진행되었다. 1980년대 이전에는 하우스 쇼였지만 폐쇄 회로 텔레비전과 이후에는 유료 시청 시스템이 등장하면서 텔레비전으로 방송되는 이벤트도 되었다. 1990년대 후반에는 WWF의 먼데이 나이트 러 및 WCW 먼데이 나이트로와 같은 주간 쇼가 등장했다. 여기서 상위 수준의 재능과 스토리라인 간의 경쟁 경기가 실시간 청중 앞에서 진행되며, 시청자 수가 증가함에 따라 프로모션에 의해 개최되는 유료 시청 이벤트에서 각도는 이제 일반적으로 주간 쇼 중에 개발되고 다음 유료 시청(또는 경우에 따라 시리즈의 특별 에피소드) 중에 해결되어 하우스 쇼를 대부분 사소하게 만든다.

## 같이 보기
- 프로레슬링 용어 목록